# Севастьяновка (Крым)
Севастья́новка (укр. Севастянівка, крымскотат. Sevastyanovka, Севастьяновка) — село в Бахчисарайском районе Республики Крым, в составе Почтовского сельского поселения (согласно административно-территориальному делению Украины — Почтовского поссовета Автономной Республики Крым).

## Население
| 2001 | 2014 |
| ---- | ---- |
| 508  | →508 |

Всеукраинская перепись 2001 года показала следующее распределение по носителям языка::
| Язык             | Число жит. | Процент |
| ---------------- | ---------- | ------- |
| крымскотатарский | 389        | 76,57   |
| русский          | 105        | 20,67   |
| украинский       | 12         | 2,36    |
| белорусский      | 1          | 0,2     |

### Динамика численности
| - 1915 год — 41 чел. - 1926 год — 70 чел. - 1989 год — 179 чел. | - 2001 год — 508 чел. - 2009 год — 524 чел. - 2014 год — 508 чел. |

## Современное состояние
В Севастьяновке 17 улиц и 1 переулок, площадь, занимаемая селом, 20,3 гектара (в 2010 году площадь села была увеличена до 76,552 га), на которой в 132 дворах, по данным сельсовета на 2009 год, числилось 524 жителя, ранее было одним из отделений совхоза им. Чкалова, работает магазин, действует мусульманский молельный дом.. Село связано автобусным сообщением с Бахчисараем, Белогорском и Симферополем

## География
Севастьяновка расположена в северо-восточной части района, на левом берегу реки Альмы, на пересечении речной долины с долиной между Внешней и Внутренней грядами Крымских гор, высота центра села над уровнем моря — 172 м. Село лежит в удобной балке, по которой протекает безымянный ручей, прикрытое от холодных ветров северных румбов. Примыкает
к 24-му километру шоссе Симферополь — Севастополь, в 12 км от райцентра. На окраине села находится железнодорожная платформа 1486 км на линии Симферополь — Севастополь Крымской железной дороги (согласно законодательству Украины — Крымская дирекция Приднепровской железной дороги).

## История
Судя по доступным источникам, село основано поселенцами из России в начале XX века, т.к в «…Памятной книжке Таврической губернии на 1902 год» ещё не записано, а по Статистическому справочнику Таврической губернии. Ч.II-я. Статистический очерк, выпуск шестой Симферопольский уезд, 1915 год, в деревне Севастьяновка Тав-Бодракской волости Симферопольского уезда числилось 7 дворов с русским населением в количестве 41 человека приписных жителей. В общем владении было 125 десятин удобной земли и 20 десятин неудобий. Ве дворы были с землёй, в хозяйствах имелось 17 лошадей, 5 коров, 3 телят и жеребят и 5 голов мелкого скота.
После установления в Крыму Советской власти, по постановлению Крымревкома от 8 января 1921 года была упразднена волостная система и село включили в состав вновь созданного Подгородне-Петровского района Симферопольского уезда, а в 1922 году уезды получили название округов. На карте Крымского статистического управления 1922 года деревня обозначена, как Ново-Севастьяновка, название Севастьяновка вновь фигурирует с 1924 года. 11 октября 1923 года, согласно постановлению ВЦИК, в административное деление Крымской АССР были внесены изменения, в результате которых был ликвидирован Подгородне-Петровский район и образован Симферопольский и село включили в его состав. Согласно Списку населённых пунктов Крымской АССР по Всесоюзной переписи 17 декабря 1926 года, в селе Севастьяновка Базарчикского сельсовета Симферопольского района, числилось 18 дворов, из них 16 крестьянских, население составляло 70 человек (36 мужчин и 43 женщины). В национальном отношении учтено: 68 украинцев, 10 русских, 1 записан в графе «прочие».
Время передачи села в состав Бахчисарайского района точно не установлено, возможно, это произошло в кампанию разукрупнения районов 1935 года. С 25 июня 1946 года Севастьяновка в составе Крымской области РСФСР, а 26 апреля 1954 года Крымская область была передана из состава РСФСР в состав УССР. Когда Севастьяновку переподчинили [Плодовскому сельсовету пока не установлено: на 15 июня 1960 года село числилось в его составе, а на 1968 год — вновь в составе Почтовского. По данным переписи 1989 года в селе проживало 179 человек. С 12 февраля 1991 года село в восстановленной Крымской АССР, 26 февраля 1992 года переименованной в Автономную Республику Крым.
Во время массового возвращения крымских татар из мест депортации в Крым в 1990-е годы в селе поселилось много крымскотатарских семей. В результате население Севастьяновки увеличилось почти в три раза, а крымские татары в последние годы составляют 3/4 жителей.
С 21 марта 2014 года в составе Крыма аннексирована Россией.